# Vén Emil
Vén Emil (született: Weisz Emilió) (Fiume, 1902. április 9. – Budapest, 1984. július 13.)  Munkácsy-díjas (1950) magyar festőművész.

## Életútja, munkássága
Előbb Triesztbe, majd Budapestre, azután Sátoraljaújhelyre költöztek. 1919-ben Uitz Béla szabadiskolájában tanult. 1922-ben lerajzolta Krúdy Gyulát; a portré eljutott Rippl-Rónai Józsefhez, majd Lyka Károlyhoz is. E rajz alapján került be – felvételi nélkül – a Képzőművészeti Főiskola hallgatói közé. 1927-ben végzett a Képzőművészeti Főiskolán, ahol Benkhardt Ágoston és Rudnay Gyula növendéke volt. Nevét 1925-ben magyarosította Weiszről Vénre. Tanársegédként 1925-ben vitte először Makóra a főiskola nyári művésztelepét. Két évvel később – mivel politikai magatartása miatt kitiltották a fővárosból – hosszabb időre Makóra költözött, ahol Lyka Károly „menlevelével” dr. Espersit János ügyvéd, a makói szellemi élet egyik vezetője fogadta be. Segítségével  megismerkedett József Attilával, Juhász Gyulával, s az itt kiállító Endre Bélával.  
Hódmezővásárhelyen 1931. decemberében állította ki először jellegzetesen egyéni hangú, mediterrán derűt árasztó képeit. Majd tagja lett a hazatelepülő Tornyai János köré csoportosuló körnek. Az ugyancsak itt otthonra találó Kohánnal alapító tagjai voltak a Tornyai Társaságnak, a Mártélyi Művésztelepnek. A fővárosban, Budafokon talált otthonra, itt élt haláláig. 
1956-os tevékenysége miatt bebörtönözték, de a művészek szolidaritása miatt – többen nem vették fel a Kossuth-díjat – azonnal kiengedték Vilt Tibor és Vígh Tamás szobrászokkal egyetemben. Az impresszionizmus jeles magyar képviselője minden rangos kiállításon szerepelt  a fehér, a tüzes korszakának egyéni hangulatú, szigorú formákba rendezett tájképeivel, csendéleteivel, portréival. Önálló kiállításainak Toulon városa, Bécs, az Ernst Múzeum és a Műcsarnok adtak helyet. Vándorkiállításával Makóra és Hódmezővásárhelyre még egyszer visszatért a 80 éves művész.

## Családja
Magyar apának, olasz anyának fia. Édesanyjának nagybátyja püspök volt. Édesapja szerencsi születésű szanómester volt. 1933. november 25-én, Makón házasságot kötött Jártó Lujzával.

## Önálló kiállításai
- 1927 Makó, Gazdasági Egyesület díszterme
- 1929, 1931 Makó
- 1930, 1933-1934, 1974 Hódmezővásárhely
- 1954, 1972 Budapest, Ernst Múzeum
- 1959 Budapest, Csók Galéria
- 1967, 1974 Budapest, Fészek Klub
- 1971 Nagytétény, Kastélymúzeum
- 1973, 1982 Makó, József Attila Múzeum
- 1975 Bécs
- 1976 Budapest, Mednyánszky Terem
- 1982 Budapest, Műcsarnok
- 1985 Budapest, Gulácsy Terem
- 1992 Budapest, Várszínház Galéria

## Festményei
- Csendélet
- Csenei Magduska
- Majális
- Espersit Mária (Caca)
- Önarckép

## Emlékezete
- A Klauzál Gábor Budafok-Tétényi Művelődési Központban 2009-ben nyílt meg a Vén Emil Galéria.
- Hagyatékának gondozója özvegye, Vén Ágnes, akivel 1975-ben kötött házasságot.[4]